# سامانثا بريتون
سامانثا بريتون (بالإنجليزية: Samantha Britton)‏ (8 ديسمبر 1973 بإنجلترا في المملكة المتحدة - ) هي لاعبة كرة قدم بريطانية في مركز الدفاع. شاركت مع منتخب إنجلترا لكرة القدم للسيدات. أما مع النوادي، فقد لعبت مع آي بي في ونادي أرسنال للسيدات وHuddersfield Town F.C. Women ‏ وCharlton Athletic W.F.C. ‏ ونادي إيفرتون للسيدات وLeeds United Women F.C. ‏ وDoncaster Rovers Belles L.F.C. ‏ وBronte L.F.C. ‏.

## وصلات خارجية
- سامانثا بريتون على موقع الاتحاد الدولي (مؤرشف)  (الإنجليزية)
- سامانثا بريتون على موقع قاعدة بيانات كرة القدم.إي يو (الإنجليزية)